# رومانتيكيات (كتاب)
رومانتيكيات هو أول كتاب صدر للكاتبة المصرية صافي ناز كاظم في سنة 1970. صدر هذا الكتاب عن  دار الهلال وكتب مقدمته الكاتب الصحفي أحمد بهاء الدين.

## روابط الخارجية
- صفحة Goodreads